# Choroba Kufsa
Choroba Kufsa (ceroidolipofuscynoza neuronalna typu 4, CLN4, ang. Kufs' disease) – rzadka lizosomalna choroba spichrzeniowa z grupy ceroidolipofuscynoz neuronalnych. Nie określono dotąd genu, którego mutacje związane są z tą chorobą. Dziedziczona jest w sposób autosomalny recesywny; wariant CLN4 dziedziczony autosomalnie dominująco określa się jako chorobę Parry'ego. Materiał spichrzany w lizosomach zawiera podjednostkę c mitochondrialnej ATPazy, sapozyny A i D oraz pochodne dolicholowe. Choroba Kufsa jest rzadką jednostką chorobową, opisano około 40 przypadków. Początek choroby przypada średnio na 4. dekadę życia (między 41. a 50. rokiem życia). W zależności od objawów, wyróżnia się fenotypy A i B choroby:
- w fenotypie A obserwuje się nie idącą na leczenie padaczkę miokloniczną, otępienie, ataksję, zespół piramidowy i pozapiramidowy
- w fenotypie B obserwuje się zmiany osobowości, otępienie postępujące, dyzartrię, dyskinezy twarzy i zespół móżdżkowy.

Pierwsze przypadki choroby opisał między 1925 a 1931 rokiem niemiecki patolog Hugo Kufs. Inne wczesne opisy choroby pozostawili Frederick Batten i Julius Hallervorden.